# 黑體刺尾魚
黑體刺尾魚，為輻鰭魚綱鱸形目刺尾魚亞目刺尾魚科的其中一個種。1843年，蘇格蘭海軍外科醫生、博物學家和北極探險家約翰·理查森首次正式描述了Acanthurus grammoptilus，其模式產地為澳洲北領地的埃辛頓港。

## 分布
本魚分布於西太平洋區，包括菲律賓、印尼及澳洲西北部等海域。

## 深度
水深22至91公尺。

## 特徵
本魚體呈橢圓形而側扁。口小，端位，上下頜各具一列扁平齒，齒固定不可動，齒緣具缺刻。體為褐色，眼睛的前方和後方有黃色條紋，臉頰上有黃色的小斑點，尾鰭有薄的白色後緣。 背鰭有一條薄薄的藍色邊緣，背鰭和臀鰭的後部都有一系列非常細長的藍色線條。胸鰭的遠端一半是黃色，尾柄上的刺是暗色，尾鰭呈新月形，背鰭硬棘8至9枚；背鰭軟條25至26枚；臀鰭硬棘3枚；臀鰭軟條23至24枚，體長可達35公分。

## 生態
本魚棲息在沙泥底質的礁區，屬草食性，以藻類為食，其尾部硬棘會造成創傷。

## 經濟利用
可作為觀賞魚。